# Le Housseau-Brétignolles
Le Housseau-Brétignolles település Franciaországban, Mayenne megyében. Lakosainak száma 228 fő (2022. január 1.). Le Housseau-Brétignolles Lassay-les-Châteaux, Rennes-en-Grenouilles, Sainte-Marie-du-Bois és Juvigny Val d'Andaine községekkel határos.

## Népesség
A település népességének változása:
| Lakosok száma | 258  | 266  | 247  | 238  | 235  | 229  | 224  | 228  |
|               | 2013 | 2015 | 2017 | 2018 | 2019 | 2020 | 2021 | 2022 |